# Roar Uthaug
Roar Uthaug est un réalisateur et producteur norvégien, né le 25 août 1973 à Lørenskog (Akershus).

## Biographie

### Jeunesse et formation
Roar Uthaug naît le 25 août 1973 à Lørenskog, dans le comté d'Akershus.
En 2002, il est diplômé à l'école du cinéma norvégien (Den norske Filmskolen) à Lillehammer. En 2003, en tant qu'étudiant, il est nommé par l'Academy of Motion Picture Arts and Sciences pour son court métrage Regjeringen Martin.

### Carrière
Depuis 2002, pour la société Fantefilm, Roar Uthaug réalise de nombreuses publicités pour la télévision norvégienne ainsi que des vidéos musicales pour le groupe Gåte et d'autres artistes méconnus en France.
En 2006, Il travaille sur son premier film d'horreur Cold Prey (Fritt Vilt), dont il avait écrit l'histoire avec son producteur Martin Sundland et son scénariste Thomas Moldestad. En 2008, il les aide à imaginer la suite de son film, réalisé par Mats Stenberg.
En 2009, en compagnie de la réalisatrice Katarina Launing, il met en scène une aventure fantastique intitulée Le Secret de la montagne bleue (Julenatt i Blåfjell) sur le scénario de Thomas Moldestad.
En novembre 2015, il est choisi comme réalisateur de la nouvelle version du film Tomb Raider (2018) pour la société GK Films, avec le studio Metro-Goldwyn-Mayer.
Le 25 août 2021, on apprend qu'il prépare son film en norvégien sur un monstre intitulé Troll (2022) pour Netflix, avec Espen Horn et Kristian Strand Sinkerud en tant que producteurs de la société Motion Blur.

## Filmographie

### Réalisateur

#### Longs métrages
- 2006 : Cold Prey (Fritt Vilt)
- 2009 : Le Secret de la montagne bleue (Julenatt i Blåfjell) (coréalisé avec Katarina Launing)
- 2012 : Dagmar : L'Âme des vikings (Flukt)
- 2015 : The Wave (Bølgen)
- 2018 : Tomb Raider
- 2022 : Troll
- 2025 : Troll 2

#### Courts métrages
- 1993 : Snørr
- 1994 : En aften i det gronne
- 1996 : DX13036
- 1998 : A Fistful of Kebab
- 2002 : Regjeringen Martin

### Producteur
- 2008 : Cold Prey 2 (Fritt Vilt II) de Mats Stenberg
- 2013 : Le Secret du Ragnarok (Gåten Ragnarok) de Mikkel Brænne Sandemose
- 2022 : Troll de lui-même

## Distinctions
Sauf indication contraire, les informations mentionnées dans cette section peuvent être confirmées par la base de données cinématographiques IMDb,  présente dans la section « Liens externes ».

### Récompense
- Festival international norvégien du film de Haugesund 2016 : prix Amanda du meilleur film The Wave

### Nominations
- Festival international du film fantastique de Neuchâtel 2007 : meilleur film Cold Prey
- Festival international norvégien du film de Haugesund 2009 : prix Amanda du meilleur film pour enfants Le Secret de la montagne bleue
- Festival international norvégien du film de Haugesund 2016 : prix Amanda du meilleur réalisateur pour The Wave